# Полице
Полѝце (на полски: Police; на немски: Pölitz) е град Северозападна Полша, Западнопоморско войводство. Административен център е на Полишки окръг и Полишка община. Заема площ от 37,31 км2. Той е част от Шчечинската агломерация.

## География
Градът се намира в историческия регион Померания. Разположен е в делтата на Одра, на 15 километра северно от центъра на Шчечин.

## История
Селището получава градски права през 1260 година от княз Барним I.

## Население
Населението на града възлиза на 32 970 души (2017 г.). Гъстотата е 884 души/км2.
Демографско развитие

## Деление
Неофициално градът се дели на четири района (джелнице).
- Мъшченчино
- Нове Място
- Старе Място
- Яшеница

## Градове партньори
- Korsør, Дания
- Пазевалк, Германия
- Нови Роздил, Украйна
- Коринос, Гърция

## Фотогалерия
- Кметството
- Улица „Грунвалдзка“
- Църква „Св. Богородица“